# غراهام ريد (لاعب هوكي الحقل)
غراهام ريد (بالإنجليزية: Graham Reid)‏ هو لاعب هوكي الحقل أسترالي، ولد في 9 أبريل 1964 في Redcliffe, Queensland ‏ في أستراليا.

## وصلات خارجية
- غراهام ريد على موقع الاتحاد الدولي للهوكي (الإنجليزية)
- غراهام ريد على موقع اللجنة الأولمبية الدولية (الإنجليزية)
- غراهام ريد على موقع أوليمبيديا (الإنجليزية)
- غراهام ريد على موقع اللجنة الأولمبية الأسترالية (الإنجليزية)